# أمر ملكي (السعودية)
الأمر الملكي هو وثيقة رسمية مكتوبة تفصح عن إرادة الملك المباشرة والمنفردة وتصدر بصيغة محددة وتحمل توقيع الملك.
ويمثل الأمر الملكي الإرادة الملكية التي تصدر في شكل قرار مكتوب وبطريقة معينة في أمر من الأمور، دون مشاركة مجلس الشورى ومجلس الوزراء، مثل تعيين نواب رئيس مجلس الوزراء، والوزراء ونوابهم، وأعضاء مجلس الشورى، والقضاة، والضباط وإعفائهم من مناصبهم، ومن في مرتبتي وزير والممتازة، وإصدار بعض الأنظمة السياسية. 
ولا يوجد وقت محدد لصدور الأوامر الملكية، كما تعدّ أقوى وأعلى أداة تنظيمية في السعودية. 